# 衛一鳳
衛一鳳（1550年—1633年），字伯瑞，山西澤州陽城縣人，民籍，明朝政治人物。

## 生平
隆庆四年（1570年）庚午科山西鄉試第五十三名，萬曆八年（1580年）庚辰科會試第二百二十一名，登二甲第五十五名進士。礼部觀政，十一年授刑部主事，十四年升员外，十六年升郎中，本年出知紹興府，丁憂歸。十九年起補青州府。以抗禮忤御史，欲中傷之，巡撫孫鑛曰：衛青州飲郡中一勺水耳，安能为？乃特疏薦之，舉卓異，二十三年五月擢陕西副使，巡隴右。次年以終養歸，服除，二十八年補山東济宁道副使，大司空劉東星以河防多事，請移道濟寧。至則因势利导，塞黄家諸口。三十一年轉右參政兼佥事，移镇青州。三十四年五月擢應天府丞，靖妖民劉天緒之亂。四十年六月以右僉都御史，撫治郧阳。四十二年二月晉南京兵部右侍郎，四十六年閏四月升南京刑部尚书。泰昌元年（1620年），改南京兵部尚书，參贊機務，戢叛兵之亂，行伍肅然。值魏忠贤用事，三疏請告，始獲歸里。家居十年，屡荐弗起。卒年八十四，贈太子少保，賜祭葬。

## 家族
曾祖衛繼高；祖父衛雷；父衛夔，曾任省祭官，封刑部主事，贈资政大夫南京兵部尚書。母路氏。子衛廷憲，登崇祯十年丁丑科進士，官歷户部主事、员外、郎中，出为淮安府知府，卒官。